# Classement granulométrique

Sédiment constitué de grains bien triés (well sorted, à gauche) comparés à des grains mal triés (poorly sorted, à droite).

Le classement granulométrique ou tri décrit la distribution de la grosseur des grains, ou granulométrie des sédiments, soit dans les dépôts non consolidés, soit dans les roches sédimentaires.
Cela ne doit pas être confondu avec la taille des cristallites, qui se réfère à la taille individuelle d'un cristal dans un solide. La cristallite est la pierre angulaire d'un grain.
Les termes décrivant le tri (Folk & Ward, 1957) dans les sédiments – en anglais : very poorly sorted, poorly sorted, moderately sorted, well sorted, very well sorted – ont des définitions techniques et décrivent de manière semi-quantitative la quantité de variance observée dans la taille des particules. Sur le terrain, les sédimentologues utilisent des cartes graphiques pour décrire avec précision le classement granulométrique d'un sédiment en utilisant l'un de ces mots,.
Very poorly sorted indique que les tailles de sédiments sont mixtes (grande variance); alors que well sorted indique que la taille des sédiments est similaire (faible variance).
Le degré de classement granulométrique peut également indiquer l'énergie, la vitesse et/ou la durée du dépôt, ainsi que le processus de transport (rivière, coulée de débris, vent, glacier, etc.) responsable de la dépose des sédiments. Le classement granulométrique des sédiments peut également être affecté par le remaniement du matériau après dépôt, par exemple par vannage.
Les roches dérivées de sédiments bien classées sont généralement à la fois poreuses et perméables, tandis que les roches mal classées ont une faible porosité et une faible perméabilité, en particulier lorsqu'elles sont à grain fin.